# Bridge (Musik)

Einstieg in die Bridge des Bossa-Nova-Titels The Girl from Ipanema: deutliches Verlassen der Grundtonart

Als Bridge [bɹɪdʒ] (englisch für „Brücke“) wird ein charakteristischer überleitender Formteil in Jazz, Pop, Rock, Metal, elektronischer Tanzmusik und Hip-Hop bezeichnet.

## Zum Begriff
Das englische Wort „Bridge“ hat, entsprechend dem deutschen Wort „Brücke“, mehrere Bedeutungen; allen gemeinsam ist der auch hier relevante Sinn „Verbindung über eine Trennung“.

## Stilistischer Überblick
Ein herkömmlicher 32-taktiger „Chorus“ (ein Durchlauf eines Jazzstandards) hat die Liedform A-A-B-A; der die Grundtonart verlassende B-Teil heißt Bridge. In seinen Proportionen wird dieser Bauplan oft verändert: So besitzt der Bossa-Nova-Titel The Girl from Ipanema zwar den gewöhnlichen 8-taktigen A-Teil, aber eine 16-taktige, vielfältig modulierende Bridge („Oh, but I watch her so sadly …“).
Auch viele Popnummern weisen eine A-A-B-A-Form auf. Der Song Yesterday von Paul McCartney zum Beispiel besitzt einen 7-taktigen A-Teil und eine 8-taktige Bridge („Why she had to go I don’t know …“).
Andere Popnummern und zahlreiche Rocksongs bedienen sich einer abweichenden Konstruktion: Anfangs wechseln Strophe und Refrain („Verse“ und, in anderer Bedeutung als weiter oben, „Chorus“); dann folgt die Bridge, ein Formteil, der sich melodisch, harmonisch und im Sound von der Umgebung abhebt; schließlich erklingt nochmals der Refrain, oft mehrmals. So lässt sich der Ermüdungseffekt vermeiden, der sich ggf. nach zwei- oder mehrmaligem Hören von Strophe und Refrain einstellt.
Im Englischen heißen bestimmte Formteile der klassischen Musik „bridge passage“, insbesondere die so genannte Überleitung zwischen Haupt- und Seitengedanke in der Sonatensatzform.

### Prechorus
Mit dem Wort Bridge kann gelegentlich auch der „Prechorus“ gemeint sein: die letzten Takte der Strophe unmittelbar vor dem Refrain, sofern sie einen eigenständigen formalen Abschnitt mit überleitender Funktion bilden. Ein Einschub mit untergliedernder Funktion am Ende eines formalen Abschnitts (wie der Start des Raumschiffs in David Bowies Space Oddity) ist dagegen nicht als Bridge, sondern als Break zu bezeichnen.